# Kalifornia
Kalifornia è un film del 1993 diretto da Dominic Sena, ed interpretato da David Duchovny, Michelle Forbes, Brad Pitt e Juliette Lewis.

## Trama
Brian Kessler, dottore in criminologia, vuole scrivere un libro che raccolga alcuni tra i più efferati delitti degli Stati Uniti e decide di partire alla volta dei luoghi di alcuni crimini in compagnia della fidanzata Carrie Laughlin, eccentrica e fascinosa fotografa professionista. Il viaggio è lungo e costoso, e i due pubblicano un'inserzione per trovare compagni di viaggio disposti a dividere le spese e il tempo trascorso al posto di guida.
Nel frattempo, lo psicopatico Early Grayce in libertà condizionata ha appena perso il lavoro e vive in una roulotte con la sua ragazza ingenua e confusa, Adele Corners. Early vede l'annuncio di Brian e Carrie e chiama Brian, che accetta di incontrarlo il giorno seguente. Manda avanti Adele e poi uccide il suo padrone di casa prima di raggiungere l'incontro. Carrie è riluttante a partire con la coppia dato il loro aspetto strano, ma Brian la incoraggia a dare loro una possibilità. Sulla strada, all'insaputa dei suoi compagni, Early uccide un uomo in un bagno di un distributore e ruba i suoi soldi. Quando arrivano al loro primo hotel, Early taglia i capelli di Adele per cercare di abbinarla a Carrie.
In un altro hotel, Early invita Brian a giocare a biliardo, lasciando Adele e Carrie sole. Adele spiega che sua madre non ha approvato la sua relazione perché Early era appena stato scarcerato. Adele rivela a Carrie che ha subito un violento stupro di gruppo e che vede Early come protettore, anche se a volte la "punisce". Mentre Carrie e Adele bevono birra, Adele confessa anche che Early le proibisce di fumare o bere.
Carrie è allarmata dal crescente fascino di Brian nei confronti di Early e dalla risposta disinvolta di Brian alla notizia che Early è un criminale condannato. Dopo aver sorpreso Early e Adele a fare sesso in macchina, dà a Brian un ultimatum: o si liberano della coppia, o se ne andrà. In una stazione di rifornimento nel deserto, Carrie intravede un articolo di giornale in cui Early è presentato come un sospetto assassino. Early uccide il benzinaio di fronte a Carrie e continua il viaggio con la coppia come ostaggi. In un campo minato abbandonato il gruppo incontra due agenti di polizia a cui Early spara uccidendoli. Successivamente arrivano in una casa di una coppia di anziani nel deserto e Early inizia a picchiare l'uomo a morte mentre Adele permette alla donna di fuggire.
Quando Early si confronta con Adele per la liberazione della donna e lei lo colpisce in faccia con un cactus,lui la uccide, quindi colpisce Brian lasciandolo senza sensi e rapisce Carrie, portandola al sito abbandonato di sperimentazione nucleare di Dreamland al confine tra California e Nevada. Brian riacquista conoscenza e la donna anziana gli dà le chiavi del suo camion per cui raggiunge il sito del test nucleare per fronteggiare Early. Brian trova Carrie, che sembra essere sotto shock, ammanettata a un letto in una casa abbandonata. Brian e Early lottano fino a quando Early viene colpito alla testa da Carrie e Brian spara e lo uccide.
Qualche tempo dopo, Brian e Carrie vivono in una casa sull'oceano a Malibu mentre Brian passa in rassegna i nastri realizzati con il suo registratore vocale durante il viaggio.